# 대전성천초등학교
대전성천초등학교는 대한민국 대전광역시 서구 월평동에 있는 공립 초등학교이다.

## 연혁
- 1994년 9월 1일 대전성천초등학교 개교(26학급)
- 2006년 3월 16일 병설유치원 개원(일반 2, 특수 1학급)
- 2015년 2월 13일 2014학년도 제20회 졸업식(48명, 총 4,231명)
- 2015년 3월 1일 2015학년도 14학급 편성(일반 12, 특수 2학급)
- 2017년 2월 15일 2016학년도 제22회 졸업식(27명, 총 4,302명)
- 2017년 3월 1일 2017학년도 12학급 편성(일반 10, 특수 2학급),  병설유치원 (5학급)

## 학교 상징
- 교화 - 장미 : 꽃 중에서 아름다움이 으뜸으로 고운 심성을 나타내며 아름다움을 상징하는 꽃이기도 하다.
- 교목 - 소나무 : 비바람 눈보라의 역경 속에서 푸른 모습을 간직하고 있어 더 꿋꿋한 절개와 의지를 나타내는 나무이다.

## 참고 자료
- 대전성천초등학교 - 한국교육학술정보원 학교알리미